# Athens (Michigan)
Athens – wieś w Stanach Zjednoczonych, w stanie Michigan, w hrabstwie Calhoun.